# Iekaterina Ivanenko
Iekaterina Aleksàndrovna Ivanenko, rus: Екатерина Александровна Иваненко, (Nejikhov, Província de Hòmiel, 20 de setembre de 1932 - Moscou, 26 de maig de 1986), va ser una treballadora de seguretat de la Central Nuclear de Txernòbil. Va morir victima dels efectes de la radiació a l'Hospital N.6 de Moscou, on va ser traslladada després de les ferides i la radiació que va rebre la nit de l'accident de la central. Va ser enterrada al Cementiri de Mítino de Moscou.